# 新疆旱禾
新疆旱禾（学名：Eremopoa songarica）为禾本科旱禾属下的一个种。种加名 songarica  意为“准噶尔的”。